# Julodis caillaudi
Julodis caillaudi – gatunek chrząszcza z rodziny bogatkowatych i podrodziny Julodinae.
Larwy tego bogatka rozwijają się w ziemi, gdzie odżywiają się korzeniami roślin.
Gatunek ten należy do saharyjskiej grupy przedstawicieli rodzaju Julodis. Wykazany został z Arabii Saudyjskiej, Czadu, Dżibuti, Egiptu, Erytrei, Etiopii, Gambii, Jemenu, Kamerunu, Mali, Mauretanii, Nigru, północnej Nigerii, Republiki Środkowoafrykańskiej, Senegalu, północnej Somalii, Sudanu i północnego Zairu. Niepewne rekordy pochodzą z Algierii, Libii, Tunezji, Zjednoczonych Emiratów Arabskich i południowego Iranu.
Wyróżnia się trzy podgatunki tego chrząszcza:
- Julodis caillaudi caillaudi (Latreille, 1823)
- Julodis caillaudi mniszechi Thomson 1860
- Julodis caillaudi spectabilis Gory 1840